# Big Boy Restaurants
Boy Big and Bob va ser fundada el 1936 per Bob Wian a Glendale, Califòrnia. Marriott va comprar la cadena el 1967. La seu de Big War's Big War a Michigan és la seu. La franquícia té més de 455 restaurants Boy Big als Estats Units i Japó. Frisch, un Cincinnati va triar el restaurant, va començar a servir en el Big Boy 1946 Boy Big, i aquesta franquícia té un altre net de 88 net. L'elecció és més coneguda per les seves marques blanques i blanques de marques a quadres i les seves dues hamburgueses de depilació (el primer Mac Gran).